# Kendall Jenner
Kendall Nicole Jenner (Los Angeles, Califòrnia, 3 de novembre de 1995) és una model, empresària i personalitat de televisió estatunidenca.
L'any 2017 es va convertir en la model millor pagada del món, segons Forbes, amb guanys de 22 milions de dòlars destronant a Gisele Bündchen qui venia liderant la llista des de 2004.

## Biografia
Filla de la medallista olímpica Caitlyn Jenner i de l'empresària Kris Jenner. Té una germana menor, Kylie Jenner. Tres mig-germanes per part de mare, Kourtney Kardashian, Kim Kardashian, Khloe Kardashian i un mig-germà, Rob Kardashian. Per part de pare, és mig-germana de Brody Jenner, Casey Jenner, Brandon Jenner i Burt Jenner.
Li van posar el seu segon nom en honor de la difunta Nicole Brown Simpson, la millor amiga de la seva progenitora. Es va criar a Calabasas, un suburbi de luxe a l'oest de Los Ángeles, i va assistir a l'escola secundària Sierra Canyon School fins a l'any 2012, quan va passar a estudiar a casa junt amb la seva germana Kylie mentre tractaven d'iniciar-se al modelatge. Es va graduar el 2014.

## Vida personal
Durant la seva infància va estudiar a Sierra Cayron School a Calabasas on va ser animadora. Durant 2012 va mantenir una relació amb Julian Brooks, company d'escola i jugador de futbol americà al Nevada Wolf Pack. Van trencar l'agost de 2013 a causa d'una presumpta infidelitat per part de Brooks. Entre novembre de 2013 i febrer de 2014, es va relacionar amb el jugador de l'NBA Chandler Parsons, i els cantants Justin Bieber, Drake i Harry Styles.
Des de 2018 està en una relació amb el jugador de l'NBA Ben Simmons.

## Carrera

### Modelatge
Va començar la seva carrera com a model després de firmar amb Wilhelmina Models als 14 anys, el 12 de juliol de 2009. El seu primer treball va ser una campanya per Forever 21 al desembre 2009 i gener 2010. Jenner va aparèixer a l'aplicació Snapshot de la revista Teen Vogue el 19 d'abril de 2010. El seu debut com a model de passarel·la va venir de la mà de Sherri Hill el 14 de setembre de 2011, durant la Setmana de la Moda de Nova York. Va participar també a desfilades de White Sands Australia i Leah Madden. Per finals del 2012, Jenner havia sigut fotografiada per Kiss, Teen Vogue, Seventeen, Looks, Raine, Elle, Lovecat, Flavour Magazine, OK!, GOGIRL! i Girlfriend.
El 21 de novembre de 2013, Kendall va firmar un contracte amb The Society Management. Als mesos següents va posar per W Magazine i V Magazine. Durant la primavera 2014, Kendall va desfilar per Marc Jacobs a Nova York, per Giles Deacon a Londres, i per Chanel i Givenchy a París. Al maig d'aquell mateix any Jenner va fer el seu debut social a la Gala Met de Nova York i al Festival de Cine de Cannes. Al juny va aparèixer a la revista Interview i va ser escollida per una campanya de Givenchy. El juliol va ser escollida per Karl Lagerfeld per desfilar per Chanel a París. L'agost va ser portada de la revista LOVE, i va ser anomenada it girl de la temporada, i al setembre va ser tapa de Teen Vogue.
Durant el mes de setembre de 2014, Jenner va desfilar a la Setmana de la Moda de Nova York per Donna Karan, Diane von Furstenberg, Tommy Hilfiger i Marc Jacobs. A la Setmana de la Moda de Milà ho va fer per Fendi, Ports 1961, Bottega Veneta, Pucci i Dolce & Gabanna. A la Setmana de la Moda de París, va desfilar per Sonia Rykiel, Balmain, Givenchy i Chanel, participant també a un esdeveniment feminista amb temàtica de rally organitzat per Chanel junt amb Gisele Bundchen i Cara Delevingne. A novembre 2014, tant Jenner com Delevingne van anunciar que no participarien en el Victoria's Secret Fashion Show 2014 el 2 de desembre de 2014, per poder desfilar a un esdeveniment de Chanel que tindria lloc el mateix dia.
El 15 de novembre de 2014 Kendall va anunciar a través de les seves xarxes socials que havia sigut escollida com la nova cara d'Estée Lauder, que va fer que la marca guanyés més de 50 000 seguidors a Instagram.
El 26 de novembre Kendall va ser inclosa al rànquing de Models.com, sent la model més seguida a Facebook i Instagram, i la segona més seguida a Twitter, després de Tyra Banks. El 16 de desembre va ser nomenada la segona model més googlejada de l'any a tot el món, després de Kate Upton.
El 8 de gener de 2015, Kendall va ser escollida per la campanya de primavera de Marc Jacobs, sent aquesta la seva primera campanya individual per la marca.
També va ser la cara de Balmain i H&M.
El 3 de novembre de 2015 va anunciar que desfilaria al Victoria's Secret Fashion Show junt amb la seva millor amiga Gigi Hadid.
El 2016 va repetir al Victoria's Secret Fashion Show, realitzat a París, França.
L'any 2017 es va convertir en la model millor pagada del món, segons Forbes, amb guanys de 22 milions de dòlars destronant a Gisele Bündchen qui venia liderant la llista des de 2004.

### Actuació
Kendall va assolir la fama el 2007 gràcies a les seves recurrents aparicions a Keeping Up with the Kardashians, el programa de telerealitat de la seva família, i als nombrosos spin offs d'aquest: Khloe and Kourtney Take Miami, Kim and Kourtney Take New York i Khloe & Lamar.
L'any 2010, Jenner va ser escollida per aparèixer al vídeo musical per la cançó Blacklight de la banda One Call, junt amb Ashley Benson i Kevin McHale. El 2012 Kendall va aparèixer a un episodi de Hawaii Five-O, interpretant al personatge d'AJ. Kendall, va deixar la seva veu al personatge Strawberry a "La Naranja Molesta", a un episodi que es va emetre el 20 de gener de 2014.

### Aparicions públiques
Kendall i la seva germana Kylie presenten regularment esdeveniments públics. El 6 d'agost de 2011 van presentar Glee: The 3D Concert Movie al Regency Village Theater a Westwood, Califòrnia. El 6 de febrer de 2012 van presentar la première de The Vow a Hollywood, Califòrnia. El 12 de març de 2012, van presentar la première de Els Jocs de la Fam al Nokia Theatre de Los Angeles, Califòrnia, on van entrevistar a l'elenc.
Kendall presenta sovint premis amb les seves germanes a cerimònies com ara els Billboard Music Awards, els American Music Awards i els MuchMusic Video Awards.

### Escriptura
L'any 2014 Kendall i la seva germana Kylie van publicar la novel·la Rebels: City of Indra, coescrita amb l'escriptor escriptora fantasma Maya Sloan. Tot i haver rebut crítiques majoritàriament negatives, actualment s'està considerant per una adaptació cinematogràfica.

### Marca personal
Kendall té dos esmalts d'ungla pertanyents a la línia de la seva família, Kardashian Kolors per Nicole by OPI. El 15 de novembre de 2013, Kendall i la seva germana Kylie van anunciar el llançament de la seva línia de roba The Kendall and Kylie Kollection en col·laboració amb PacSun, que fou llançada el febrer de 2014. El juliol de 2014 va llençar una línia de joieria amb Pascal Mouawad, anomenada Metal Haven by Kendall & Kylie, venuda exclusivament a Nordstrom. El febrer de 2014, les germanes van dissenyar una col·lecció de sabates i carteres per la línia Madden Girl de Steve Madden.

## Filmografia
- 2007-present: Keeping Up with the Kardashians com ella mateixa
- 2008: E! True Hollywood Story com ella mateixa
- 2010: Kourtney and Khloe Take Miami com ella mateixa
- 2011: Kourtney and Kim Take New York com ella mateixa
- 2011: Khloé & Lamar com ella mateixa
- 2012: Hawaii Five-O com AJ
- 2012: America's Next Top Model com ella mateixa
- 2014: La Naranja Molesta com Strawberry; veu